# تريستان لاماسيني
تريستان لاماسيني (بالفرنسية: Tristan Lamasine)‏ مواليد 5 مارس 1993 في فرنسا، هو لاعب كرة مضرب فرنسي يلعب باليد اليمنى ويحتل حالياً المرتبة رقم. 198 (1 فبراير 2016) في تصنيف رابطة محترفي كرة المضرب. أعلى تصنيف له في الفردي كان المركز الـ 181 في سنة 2015. أعلى تصنيف له في الزوجي كان المركز الـ 114 في سنة 2016.

## روابط خارجية
- تريستان لاماسيني على موقع رابطة محترفي التنس (الإنجليزية)
- تريستان لاماسيني على موقع الاتحاد الدولي لكرة المضرب (الإنجليزية)
- تريستان لاماسيني على موقع خلاصة التنس.كوم (الإنجليزية)
- تريستان لاماسيني على موقع إي إس بي إن.كوم (الإنجليزية)